# Praia Fluvial do Carvoeiro
Praia Fluvial de Carvoeiro, concelho de Mação, Portugal
A Praia Fluvial de Carvoeiro, situada a nordeste da vila de Mação, na freguesia de Carvoeiro, foi construída no leito da ribeira que atravessa Carvoeiro (Mação). Trata-se de um espaço de lazer que permite actividades aquáticas, dispõe de um espaço para a realização de churrasco e piquenique e de um bar que funciona durante os meses de verão.

Para além da bandeira azul desde 2006, a Praia Fluvial de Carvoeiro possui também a Medalha de Ouro da Quercus desde 2010 e a Bandeira Acessível.

## Serviços
- Balneários
- Parque de merendas
- Churrasqueira
- Bar
- Zona de banhos para adultos e crianças